# Die Zwille

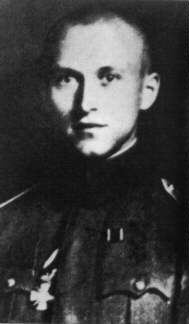
Ernst Jünger als Soldat im Ersten Weltkrieg

Die Zwille ist ein 1973 erschienener Roman von Ernst Jünger. Er spielt zu Beginn des 20. Jahrhunderts und handelt vom Schüler Clamor Ebling, der vom Dorf in eine Schülerpension in Hannover kommt. Er ist den Anforderungen der Schule nicht gewachsen, ein älterer Schüler zwingt ihn zu stehlen und verschiedene Streiche auszuführen, unter anderem mit einer Zwille.
Das Spätwerk des Verfassers gehört zu seinen entspannteren, weniger martialischen Arbeiten. Im Roman erscheint eine Reihe typischer Themen Jüngers, wie eine bildhafte, nicht kausale Wahrnehmung, das Verhältnis von Konservatismus und Modernisierung oder die Bedeutung von Waffen. Ungewöhnlich ist der Schauplatz Schule und die Häufung sexueller Themen.

## Inhalt

### Erster Teil: Wie kam er hierher?
Clamor kommt aus dem Dorf Oldhorst nach Hannover, um dort das Gymnasium zu besuchen. Er ist ständig ängstlich und von Schuldgefühlen geplagt, auf dem Schulweg erwartet er stets Katastrophen. Er spricht kein korrektes Hochdeutsch, kennt die Redensarten der Mitschüler nicht und hat Probleme mit dem Lehrstoff. „Ursache und Wirkung vermochte Clamor schwer zu trennen“ (S. 14). In den Pausen fühlt er sich isoliert. „Er hatte nicht einmal unten, geschweige denn oben seinen Platz“ (S. 25).
Clamors Mutter war bei seiner Geburt gestorben, sein Vater, ein Müllerknecht, wurde während der Arbeit vom Schlag getroffen. Der Müller sorgte für Clamors Auskommen, der Dorfpfarrer für seine Aufnahme in das Gymnasium.
Mehrere Unterkapitel handeln vom Oldhorster Dorfpfarrer. Der erinnert sich, wie seine Frau mit einem Vikar durchbrannte und wie er von seinem gewalttätigen und hinterlistigen Sohn Teo tyrannisiert wurde. Er fragt sich, ob es richtig war, Clamor auf das Gymnasium zu schicken.

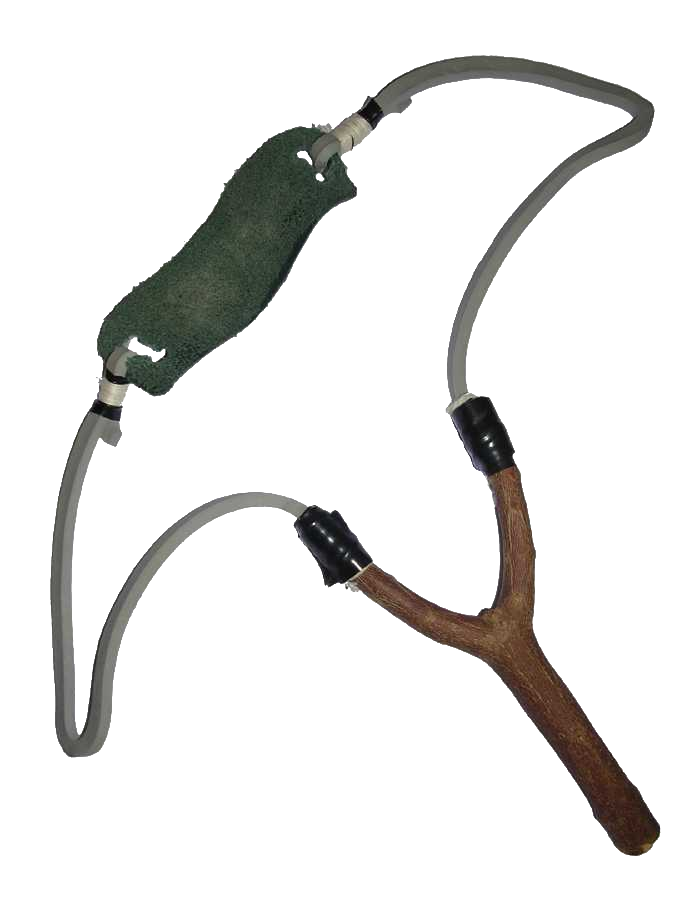
Eine Zwille

### Zweiter Teil: Die Pension
In der Pension kommt Clamor mit zwei weiteren Jungen aus Oldhorst auf ein Zimmer, dem wesentlich älteren Pfarrersohn Teo und Buz, dem Sohn eines Großbauern. Durch Gewalt und Manipulation zwingt Teo Clamor und Buz ihm als „Leibschütz“ zu dienen. Sie spionieren für ihn verschiedene Lehrer und andere Personen aus. Die gewonnenen Erkenntnisse nutzt Teo für Erpressungen und zur Absicherung bei Streichen.
Teo ist fasziniert von einer Zwille, die in einem Waffenhandel ausliegt. Mehrere seiner Aktionen dienen dazu, das Geld für diese zusammenzubekommen.

### Dritter Teil: Zielübungen
Die drei schießen mit ihren Zwillen dem sadistischen Lehrer Zaddeck die Fensterscheiben ein. Clamor wird dabei erwischt. Zuvor hatte er den Zeichenlehrer Mühlbauer mit „Herr Prolet“ angesprochen, ohne zu wissen, was dies bedeutet. Die beiden Verstöße führen zu seiner Entlassung. Zaddecks Verhalten wird aufgedeckt, als sich ein mehrmals von ihm misshandelter Schüler erhängt.
Mühlbauer, der ihn als einziger Lehrer wegen seiner Art wahrzunehmen und zu malen schätzt, und seine Frau adoptieren Clamor schließlich.

## Struktur
Die Haupthandlung, wie die drei Jungen zu ihren Zwillen kommen und diese benutzen, ist eher novellenhaft knapp. Erst zahlreiche Einschübe, die nur locker damit verbunden sind, z. B. über den Dorfpfarrer, über Lehrer oder Mitschüler, lassen die Schilderung breiter und romanhafter wirken. Der längste über den Dorfpfarrer im ersten Teil nimmt rund ein Siebtel des ganzen Romans ein. Hier ändert sich auch die Perspektive zum Ich-Erzähler des Pfarrers.
Der Roman setzt mit einer allgemeinen Schilderung von Clamors Ängsten auf dem Schulweg ein. Die Vorgeschichte auf dem Dorf wird in vielen kleinen Rückblicken erzählt. Häufig verwendet Jünger auch Vorgriffe zum Spannungsaufbau. So wird mehrfach eine Stelle im Pfarrhaus erwähnt, an der einst ein Bild gehangen hatte. Erst etliche Seiten später erschließt sich, dass es die Frau des Pfarrers gezeigt haben muss, die ihn verlassen hatte. Auch wird das „Kabinett“ mehrfach erwähnt, bevor klar wird, worum genau es sich handelt.
Dutzende kurzer Reflexionen über Themen, die immer wieder in Jüngers Werk auftauchen (s. u. Einzelaspekte), sind in kurzen Einschüben geschickt in die Handlung eingebettet und an Personenbeschreibungen angeknüpft. Dabei nähert sich die Perspektive oft den Romanfiguren wie dem Professor, Teo, Clamor und anderen an.

## Der Gegensatz Clamor – Teo
Während Clamor sich wehrlos überall lauernden Gefahren ausgeliefert fühlt, spioniert Teo seine Mitmenschen aus, um sie erpressen zu können, und entwickelt perfide Strategien, um sich herauszureden, falls seine Taten entdeckt würden. Stellt Clamor ein ängstlich-vorsichtiges, so stellt Teo ein berechnend-rücksichtsloses Extrem dar.
Als Clamor Teo berichtet, wie er einmal von einer Wache eines Gefangenentransports zu Seite gestoßen wurde, erklärt Teo ihm, wie er sich hätte beschweren sollen. Er steigert sich immer weiter hinein, Clamor hätte einen epileptischen Anfall vortäuschen sollen: „Wenn die Gefangenen das hören, wittern sie Morgenluft. Du steckst sie mit deiner Tobsucht an. Sie fallen über die Wächter her, bringen sie um, nehmen ihre Pistolen und Säbel, reißen die Zaunlatten ab. Dann geht ihr zu den Spinnern, laßt Feierabend machen, steckt die Fabrik in Brand. Dann könnt ihr die Stadt plündern“ (S. 119). Neben dem egoistischen zeigt sich hier am deutlichsten Teos destruktives Element.
Anders als Clamor zeigt Teo kein Mitleid, etwa angesichts der Misshandlung Paulchen Maibohms durch Zaddeck.
Gemeinsam ist beiden die Fähigkeit zu einer bildhaften Wahrnehmung. Clamor „sah mehr das Nebeneinander der Bilder im Raum als ihre Folge in der Zeit“ (S. 14). „Wenn die Farben ihn geblendet, der Lärm ihn betäubt hatten, kam der Rausch der Stille über ihn“ (S. 114), heißt es von Teo. Allerdings geschieht dies bei Teo nur zeitweilig und ohne Clamors Angst.
Teo ist fasziniert von Waffen. „Ihn treibt ein Hang zu Dingen, die verletzend, gefährlich, tödlich sind“ denkt sein Vater, der Dorfpfarrer, und: „Das ist nicht zu verwechseln mit der gesunden Lust, die junge Leute an den Waffen und der Gefahr haben“ (S. 71). Clamor hat auch vor Waffen Angst. Statt andere zu treffen, verletzt er sich mehrmals selbst am Daumen, indem er die Zwille falsch hält.

## Mögliche autobiografische Aspekte
Der Roman lässt sich kaum autobiografisch deuten. Die Hauptfigur Clamor ist mit seiner Begriffsstutzigkeit und Ängstlichkeit kaum ein Abbild Jüngers. Teos Aufenthalt in Ägypten könnte auf Jüngers Ausbruch in die Fremdenlegion anspielen, doch ist die Episode so deutlich negativ geschildert, dass sie eher als Gegensatz dazu denn als Verarbeitung dessen taugt.
Allenfalls stellen die drei Oldhorster Jungen, wie sie miteinander im „Kabinett“ sitzen, Einzelaspekte Jüngers dar, Clamor mit seiner bildhaften Wahrnehmung, Teo mit seinem Wissensdrang, Buz mit seiner Begeisterung für das Soldatentum. Zugleich sind aber alle drei deutlich von Jünger abgesetzt, sodass sie vor allem literarische Fiktionen und kaum autobiografische Figuren sind.

## Einzelaspekte

### Pädagogik
Der Professor, Inhaber der Pension, vertritt vergleichsweise liberale Standpunkte, man müsse den Schülern „Eigenes“ lassen. „Vor allem sollte nicht zu viel getan werden – das war wie beim Heckenschnitt“ (S. 86). Er schätzt Teos Intelligenz und gibt ihm gelegentlich die Aufsicht über andere Schüler.
Der Schuldirektor und der Dorfpfarrer stehen für strengere Auffassungen, wobei der Pfarrer sich selbst für schwach hält und diese kaum umsetzen kann.
In der Schule wird „bis zur Quarta“ geschlagen, in der Regel mit einem Stock auf Handflächen und Hintern. Der Mathematiklehrer Hilpert, den Clamor am meisten fürchtet, schlägt allerdings gerade nicht. Hilpert, der Clamor loswerden will, da dieser Mathematik überhaupt nicht versteht, und Französischlehrer Bayer, der fürchtet, Clamor sei ein „gefundenes Fressen“ für „Rowdies“ – „man musste behutsam sein“ (S. 24) – sind Gegensätze im Hinblick auf Strenge und Schutz.
Erstaunlich ist die offene Thematisierung der Erotik in der Pädagogik. „Ein Schuß von Päderastie gehörte zum Gymnasium, zum Eros der Lehrens und Lernens überhaupt“ (S. 87) denkt der Professor. „Hinzu kam das Problem des Lieblingsschülers, dessen Gefährdung sich auf den Lehrer überträgt. Es mündet in ein konspiratives Geheimnis, oft mit erotischen Anklängen. Wenn Herr Mühlbauer hinter Clamor stand, sein Blatt betrachtend, legte er ihm die Hand auf die Schulter oder strich ihm über das Haar. Das blieb nicht unbemerkt.“ (S. 219)

### Konservatismus und Modernisierung
Der Professor weigert sich als konservativer Mensch seine Pension an Gas-, Strom- oder Wasserleitungen anzuschließen. Dabei sinkt durch den Verbrauch der Fabrik das Grundwasser, weshalb die eigene Pumpe unzureichend wird. Er weiß einerseits, dass die Modernisierung unvermeidlich ist: „Wenn man innen nicht Schritt hielt, wurde man von außen überspielt“ (S. 80), versucht sie aber hinauszuzögern. Zu seiner Frau sagt er: „Mally – es gibt auch Männer, die alle zehn Jahre ein neues Weib nehmen. Das liegt dichter beisammen, als du ahnst“ (S. 80).
Die Modernisierung zeigt sich auch an einer Gruppe streikender Arbeiter, die Clamor auf dem Schulweg sieht. Als ein Offizier sie ermahnt: „Aber Sie wissen doch, wie schwer wir gegen die von Lodz und von Manchester aufkommen“ entgegnet einer: „Das wollen wir ja gerade ändern, Herr Major“ (S. 32). Die Fabrikarbeiter heißen hier „Spinner“. Möglicherweise will Jünger damit das Wort „Arbeiter“ vermeiden, das er selbst anders belegt, wie im Essay Der Arbeiter.

### Glauben
Clamor sagt beim Gang zur Schule Verse aus Kirchenliedern auf, um sich freier zu fühlen. Sie vertreiben zeitweilig seine Angst. Die Montagsandacht ist seine liebste Schulstunde. Der Dorfpfarrer denkt von sich: „Ich bin ein schlechter Ansager, gerade weil ich das Wort ernst nehme“ (S 74). In Oldhorst spielt der Glaube eine Rolle, unter anderem als Trost für die Bauern bei Todesfällen, in der Stadt nahezu keine.
Der Oldhorster Dorfpfarrer denkt zu Beginn des Romans: „Daß der Mensch allein ist, kann ihm keiner abnehmen“ (S. 73). Der letzte Satz des Romans, nachdem Mühlbauer Clamor adoptiert hat, allerdings lautet: „Wir finden und vergessen uns im anderen; wir sind nicht mehr allein.“ (S. 237)

### Sexuelle Tabus
Ungewöhnlich für Jünger zieht sich eine Reihe von sexuellen Tabus durch den Roman:
- Sadismus (Zaddeck, ein Förster bei Oldhorst)
- Onanie (Ablehnung des Dorfpfarrers, Toleranz des Professors)
- Homosexualität (Feinkosthändler Dranthé, ältere Herren, die vor der Kaserne warten)
- Päderastie (Zaddeck, Toleranz des Professors, unterschwellig Mühlbauer – Clamor)
- Prostitution (betrunkene Huren auf dem Schulweg)
- Inzest (ein Bauer in Oldhorst)
- Ehebruch (Frau des Dorfpfarrers).

Ungers Garten, ein brachliegendes, verwildertes Grundstück in der Nähe, ist geradezu ein Reservat für sexuelle Übertretungen, Arbeiter und Soldaten treffen dort ihre Freundinnen, Prostituierte warten auf Kunden und anderes. Ironischerweise lässt Jünger das Wasser der Pension, das zum Stolz des Professors kein Leitungs-, sondern Grundwasser ist, aus Ungers Garten kommen (S. 80).

### Sprache
Die Sprache grenzt hier Personengruppen voneinander ab. Plattdeutsch wird meist von einfachen, als ehrlich charakterisierten Figuren gesprochen, dem Vater, Clamor, Buz, dem Dienstmädchen Fiekchen. Das Hochdeutsche bildet eine weitere Barriere zwischen Clamor und der Umwelt: „nicht nur das ‚hätte‘ und ‚würde‘, auch das ‚gehabt hätte‘ und ‚gehabt haben würde‘ machte ihnen keine Schwierigkeit“ (S. 17). Die Clamor fremden Schüler sind durch modische Redewendungen gekennzeichnet. Der charakterlich fragliche Teo singt gern zweideutige englische und französische Lieder.
Auffällig ist die häufige Verwendung von „Behagen“, „behaglich“, wenn Dorfpfarrer, Professor, Herr Bayer, Teo oder andere sich wohlfühlen.

### Kriminalistik
Im Vorgriff auf Jüngers Kriminalroman Eine gefährliche Begegnung gibt es in der „Zwille“ ein Unterkapitel „Criminalia“, das von Detektivgeschichten handelt. Im Anschluss an Teos Beschattungen geht es darum, wie Verbrecher überführt werden können, wie zu gierige Diebe oder zu fantasievolle Betrüger sich verraten.
Auch hier zeigt sich die Modernisierung. Während in Oldhorst Diebe gegebenenfalls ertappt wurden, „es gab dabei wenig zu kombinieren“ (S. 163), werden in der modernen Gesellschaft Verbrecher mehr durch Recherche und Berechnung ermittelt.